# Guna de Wargandí
Guna de Wargandí ist eines von sechs indigenen Territorien in Panama. Es ist gleichzeitig ein Corregimiento des Bezirks Pinogana in der Provinz Darién mit 2781 Einwohnern auf einer Fläche von 952,2 km² (Stand 2023). Es wurde durch das Gesetz 34 vom 25. Juli 2000 geschaffen. Es wird von dem Volk der Kuna bewohnt. Es gibt in dem Gebiet drei 
bewohnte Gemeinden: Mortí, Nurra und Wala.